# Пяскі-Крулевецькі
Пяскі-Крулевецькі (пол. Piaski Królewieckie) — село в Польщі, у гміні Смикув Конецького повіту Свентокшиського воєводства.